# Pleasure (pel·lícula de 2021)
Pleasure és una pel·lícula dramàtica del 2021 escrita i dirigida per Ninja Thyberg en el seu debut com a directora. La pel·lícula està basada en el curtmetratge homònim de Thyberg del 2013 i tracta d'una dona jove d'una petita ciutat sueca que es trasllada a Los Angeles per convertir-se en una estrella porno. És protagonitzada per Sofia Kappel, Revika Anne Reustle, Evelyn Claire, Chris Cock, Dana DeArmond i Kendra Spade. S'ha doblat i subtitulat al català.
Pleasure va ser seleccionada per al Festival de Cannes 2020 abans d'estrenar-se al Festival de Cinema de Sundance 2021 l'1 de febrer de 2021 a la secció World Cinema Dramatic Competition.

## Argument
Linnéa, de vint anys, que treballa amb el nom artístic "Bella Cherry", és una noia ingènua i segura d'un petit poble de Suècia que emigra a Los Angeles per convertir-se en la propera gran estrella del porno. Sota la guia del seu gerent, comença a navegar pel desafiant món de la indústria del porno i està decidida a obtenir papers i visualitzacions de vídeo més importants, empenyent-se a ignorar els límits i els límits personals. La Bella comparteix casa amb un grup d'altres joves actrius que intenten fer-se famoses i, tot i que al principi se sent incòmoda i privada, finalment s'uneix amb una de les seves companyes de la casa, Joy, que li dona suport i l'ajuda a construir la seva marca. En una festa, les noies veuen Mark Spiegler, un dels directius més exitosos i exigents de la indústria del porno; se li uneix l'Ava, un dels noms més rellevants de l'escena porno local. La Bella intenta iniciar una conversa amb l'Ava, que la ignora. Joy intenta coquetejar amb un famós actor masculí, el Cèsar, però quan ell la rebutja cruelment, ella l'empeny a la piscina i l'humilia.
Bella treballa en diversos rodatges, inclosa una escena BDSM amb una directora que anima a Bella de manera positiva i saludable, fent complir la seguretat i el consentiment al plató. Tanmateix, la Bella està decidida a empènyer-se més enllà i demana escenes difícils al seu gerent. Quan intenta filmar una escena en la qual hi ha diversos homes que la degraden i representen escenes de violació, la pressió la sobrepassa i es trenca emocionalment, deixant de filmar repetidament. Al principi, els seus coprotagonistes semblen comprensius, però ràpidament es tornen hostils i la menyspreen quan s'adonen que no pot acabar l'escena. La Bella torna a casa sense cobrar i s'enfronta al seu gerent, que li recorda que va demanar material més dur. Molesta, la Bella l'acomiada com a gerent.
A partir d'aquell moment treballarà de manera independent, així que Bella intenta aconseguir a Spiegler com el seu nou gerent, però ell la rebutja, encara la considera una desconeguda i l'informa que només accepta actrius disposades a fer escenes extremes. Per demostrar-se a si mateixa, Bella participa en un trio interracial, que inclou la primera "penetració anal interracial doble", augmentant considerablement el seu seguiment. Spiegler està impressionat i accepta contractar la Bella. Com a manera de pagar a la seva amiga, Bella demana que Joy sigui part de la seva propera escena. Joy inicialment està emocionada, però dubta quan l'actor principal es retira a l'últim moment i és substituït per César. Bella implora a Joy que continuï amb el rodatge; no obstant això, aviat observa en César assetjant Joy fora de la càmera. Durant l'escena, que implica degradació i humiliació, el Cèsar comença a abusar "legítimament" de Joy, que atura l'escena amb ira. Joy insisteix al director que el Cèsar l'està fent mal, però quan li demana a Bella que confirmi l'assetjament anterior del Cèsar, Bella, preocupada per la seva reputació, es resisteix. Furiosa, Joy retreu a la Bella per la seva traïció i surt del plató.
A la Bella se li dona l'oportunitat de filmar una escena amb l'Ava, però l'Ava la humilia quan es nega a fer sexe oral amb Bella, al·legant que té una infecció per candidiasi. L'escena es canvia perquè Bella penetri a Ava amb un arnès, però Bella ràpidament deixa que la seva ira i frustració es facin càrrec, actuant de manera violenta i agressiva cap a Ava sense previ avís ni consentiment, tal com van fer molts dels seus companys i directors masculins contra ella des de la seva arribada. L'Ava, tot i ser la veterana experimentada, es veu desbordada i demana que aturin l'escena. Quan la Bella intenta disculpar-se amb l'Ava més tard de camí a una festa, l'Ava l'acomiada amb indiferència com si res l'hagués molestat, cosa que molesta a la Bella. La Bella està encara més desil·lusionada quan veu les seves antigues companyes de la casa a la festa, i que totes les quals es neguen a parlar amb ella a causa del seu tractament amb Joy. En el viatge de tornada de la festa, Bella demana bruscament al cotxe que s'aturi per poder sortir.

## Repartiment
- Sofia Kappel com a Bella Cherry / Linnéa
- Revika Anne Reustle com a Joy
- Evelyn Claire com a Ava Rhoades
- Chris Cock com a Bear
- Dana DeArmond com a Ashley
- Kendra Spade com a Kimberly
- Jason Toler com a Mike
- John Strong com a Brian
- Lance Hart com a Ceasar
- Aiden Starr com a ella mateixa
- Axel Braun com a ell mateixa
- Bill Bailey com a Adam
- Mick Blue com a Jules (com a Michael Omelko)
- Chanel Preston com a ella mateixa
- Casey Calvert com a ella mateixa
- Xander Corvus com a Keith
- Steve Holmes com a Christian
- Alice Grey com a Aliah
- Abella Danger com a ella mateixa
- Gina Valentina com a ella mateixa
- Mark Spiegler com a ell mateixa

## Estrena
Pleasure va ser seleccionada per al Festival de Cinema de Canes 2020 abans d'estrenar-se al Festival de Cinema de Sundance 2021 l'1 de febrer de 2021. El 8 de febrer de 2021, A24 va adquirir els drets de distribució de la pel·lícula als Estats Units. No obstant això, el 7 d'octubre de 2021, es va anunciar que Neon havia adquirit els drets de distribució nord-americans de la pel·lícula, segons els informes, a causa de conflictes sobre els plans d'A24 d'estrenar un tall teatral editat amb classificació R a més d'una versió sense censura; Neon va dir que no exigiria cap edició alternativa. La pel·lícula es va projectar a l'⁣AFI Fest 2021 a Los Angeles el 13 de novembre.
La pel·lícula es va estrenar a Suècia el 8 d'octubre de 2021 per SF Studios, a França el 20 d'octubre de 2021 per The Jokers i als Països Baixos el 4 de novembre de 2021 per Gusto Entertainment.